# Hiệp định phân định biển Việt Nam–Thái Lan
Hiệp định giữa chính phủ nước Cộng hòa Xã hội Chủ nghĩa Việt Nam và chính phủ Vương quốc Thái Lan về phân định ranh giới trên biển giữa hai nước trong vịnh Thái Lan được ký kết vào ngày 9 tháng 8 năm 1997 tại Bangkok. Những người đặt bút ký hiệp định là Bộ trưởng Ngoại giao Việt Nam Nguyễn Mạnh Cầm và Bộ trưởng Ngoại giao Thái Lan Prachuab Chaiyasan. Hiệp định đã chấm dứt một phần tư thế kỷ tranh cãi giữa Việt Nam và Thái Lan về giải thích và áp dụng luật biển trong phân định vùng chồng lấn giữa hai quốc. Đây là hiệp định phân định biển đầu tiên đạt được trong vịnh Thái Lan, là hiệp định phân định biển đầu tiên được ký kết tại khu vực Đông Nam Á sau khi Công ước Liên Hợp Quốc về Luật biển năm 1982 có hiệu lực, đồng thời cũng là hiệp định về phân định toàn bộ các vùng biển đầu tiên trong khu vực. Đối với Việt Nam, đây là Hiệp định phân định biển đầu tiên đạt được với các nước láng giềng. Theo hiệp định, đảo Thổ Chu được hưởng 32,5% hiệu lực, Việt Nam được hưởng 1/3 diện tích và Thái Lan được hưởng 2/3 diện tích của 6.074 km² vùng biển chồng lấn.

## Nội dung
Đường phân chia thoả thuận là một đường thẳng kẻ từ điểm C (7°49′0″B 103°02′30″Đ / 7,81667°B 103,04167°Đ) tới điểm K (8°46′54,7754″B 102°12′11,5342″Đ / 8,76667°B 102,2°Đ). Điểm C là điểm cực bắc của Vùng phát triển chung Thái Lan - Malaysia trong vịnh Thái Lan, được hai quốc gia này ký kết ngày 21 tháng 2 năm 1979, trùng với điểm 43 của đường yêu sách thềm lục địa của Malaysia năm 1979. Điểm K nằm trên đường thẳng cách đều giữa đảo Thổ Chu của Việt Nam và Poulo Wai của Campuchia. Đường biên giới trên biển này sẽ là ranh giới thềm lục địa và vùng đặc quyền kinh tế giữa Việt Nam và Thái Lan. Trong trường hợp có cấu trúc dầu hoặc khí duy nhất hoặc mỏ khoáng sản nằm vắt ngang đường biên giới, hai quốc gia phải trao đổi thông tin, tìm kiếm thoả thuận để phân chia khai thác và lợi tức công bằng. Trong hiệp định, Việt Nam và Thái Lan cam kết tiến hành đàm phán với Malaysia về khu vực yêu sách thềm lục địa chồng lấn giữa ba nước.